# Dendrobium quadrilobatum
Dendrobium quadrilobatum är en orkidéart som beskrevs av Cedric Errol Carr. Dendrobium quadrilobatum ingår i släktet Dendrobium, och familjen orkidéer. Inga underarter finns listade i Catalogue of Life.